# Ricania binotata
Ricania binotata är en insektsart som beskrevs av Walker 1870. Ricania binotata ingår i släktet Ricania och familjen Ricaniidae. Inga underarter finns listade i Catalogue of Life.